# Echuca
Echuca is een plaats in de Australische deelstaat Victoria en telt 12.358 inwoners (2006).